# HSL 1
A HSL 1 egy kétvágányú, 25 kV 50 Hz-cel villamosított, nagysebességű vasútvonal Belgiumban. Brüsszelt köti össze a francia határon az LGV Nord TGV vonallal. A vonal 88 km hosszú, melyből 71 km dedikált nagysebességű pálya és 17 km modernizált vonal. A forgalom 1997 december 14-én indult meg. A vonal jelentősen lerövidítette a Brüsszel–Párizs vonatutat, jelenleg a menetidő 1:22. Kombinálva a vonalat a többi nagysebességű vonallal, elérhető a belga fővárosból több másik francia város is, továbbá London. A vonalon Eurostar, TGV, Thalys PBA és Thalys PBKA motorvonatok közlekednek. A vonal teljes költsége 1,42 milliárd euró volt. [forrás?] A biztosító berendezés a Franciaországban és az angol High Speed 1 vonalon is használt TVM-430.

## A vonal
A vonatok Brüsszel Midi/Zuid pályaudvarról indulnak egy új viadukton keresztül, melyet 2006-ban adtak át.

## Képek

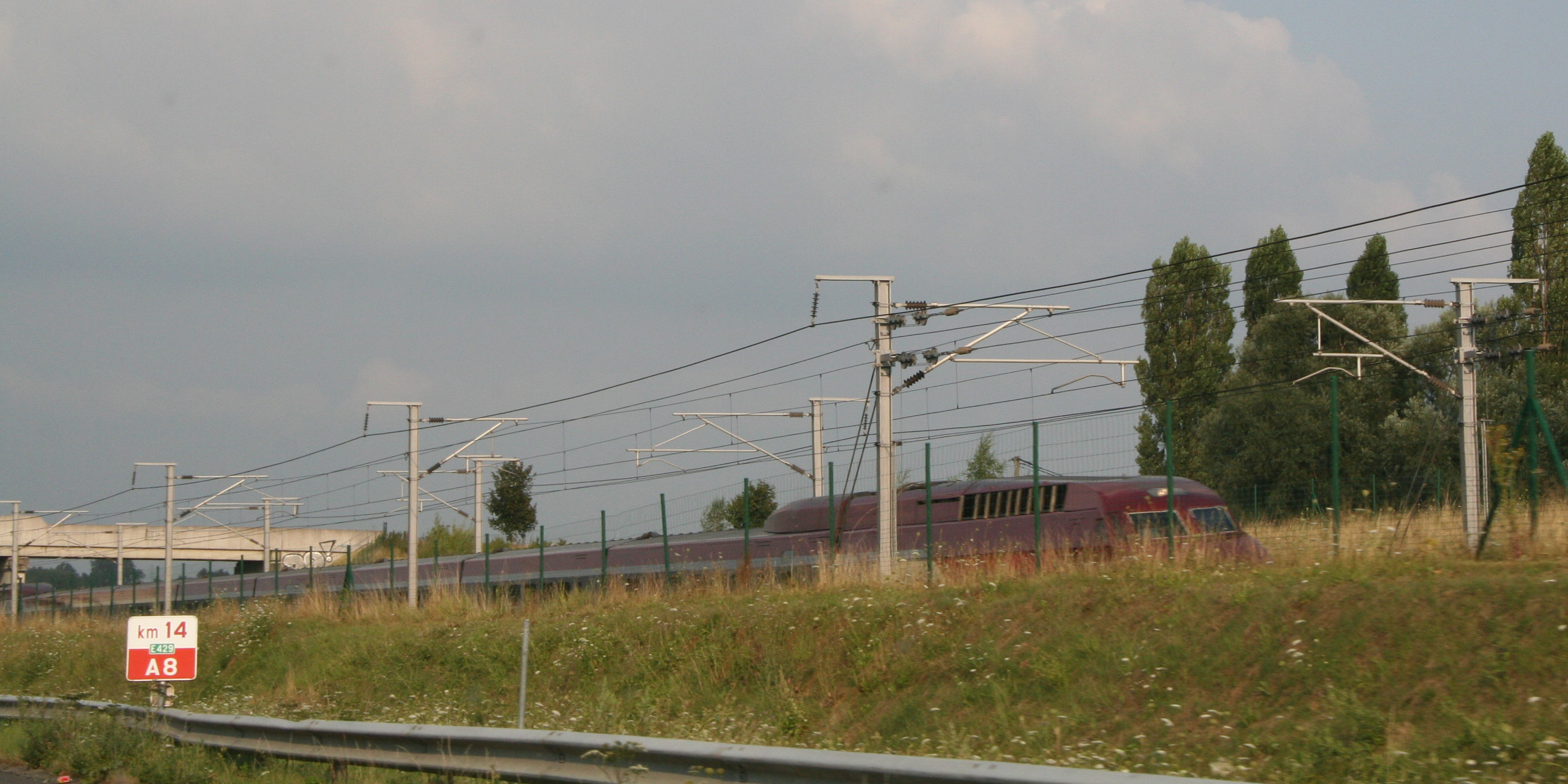
A HSL 1 vonal az A8-as autópályáról
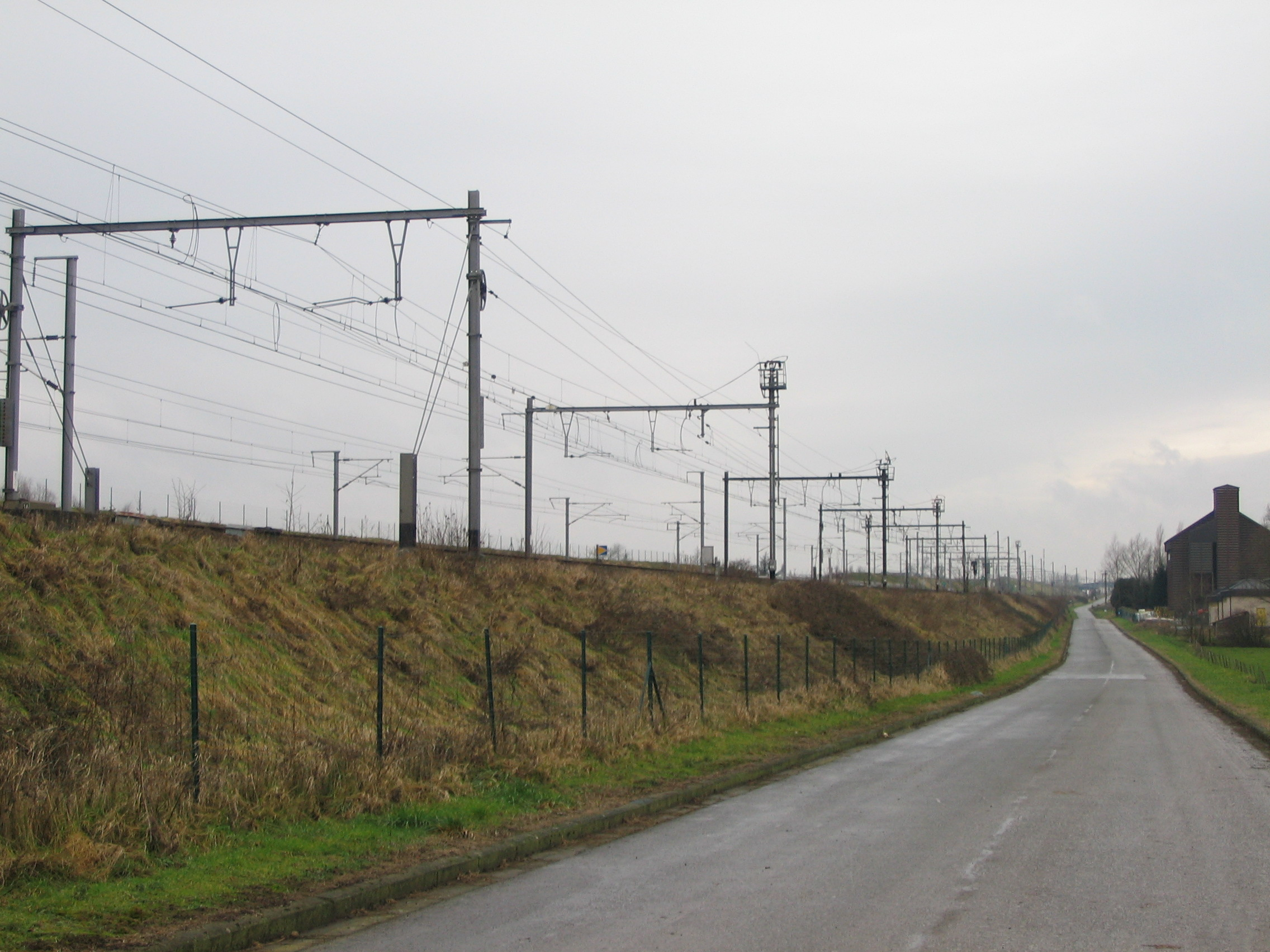
A vonal
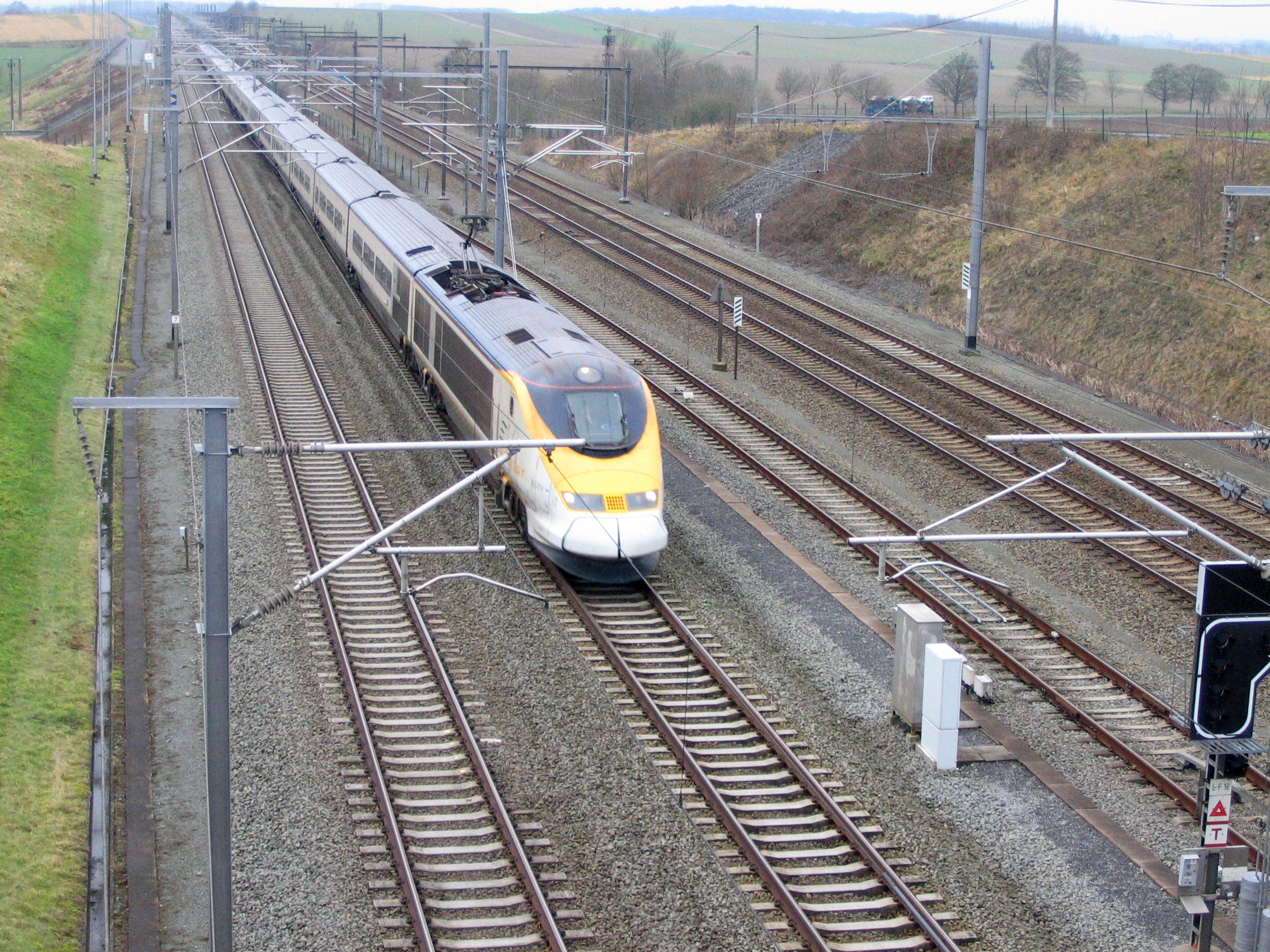
Eurostar
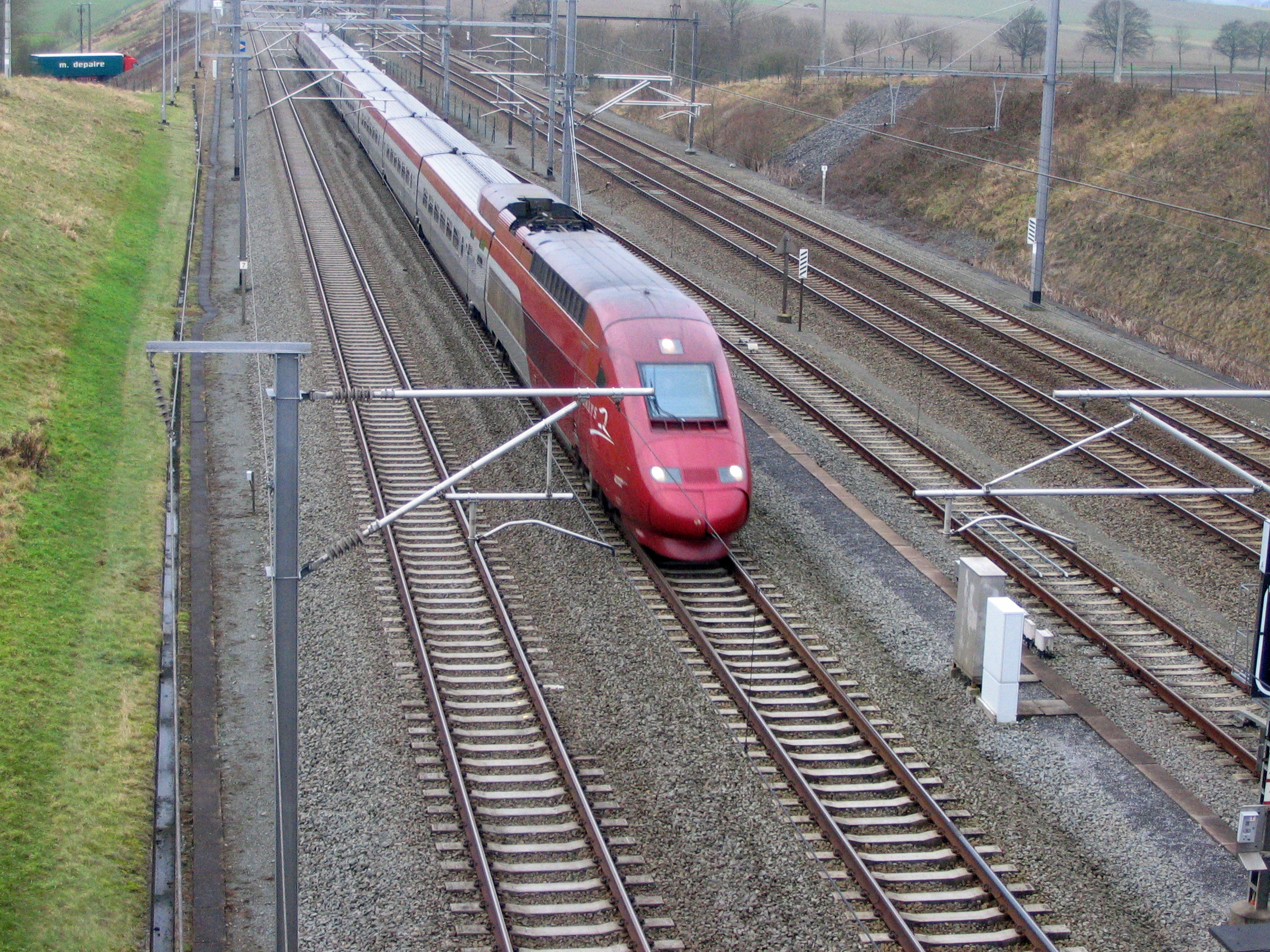
Thalys

## Lásd még
- SNCB 55 sorozat
- HSL 2
- LGV Nord